# Acanthurus leucopareius
Acanthurus leucopareius és una espècie de peix pertanyent a la família dels acantúrids.

## Descripció
- Pot arribar a fer 24 cm de llargària màxima.
- 9 espines i 25-27 radis tous a l'aleta dorsal i 3 espines i 23-25 radis tous a l'anal.[3][4][5]

## Hàbitat
És un peix marí, associat als esculls i de clima subtropical (24 °C-28 °C; 32°N-28°S) que viu entre 1 i 85 m de fondària.

## Distribució geogràfica
Es troba a les illes Cook, l'illa de Pasqua, la Polinèsia Francesa, Guam, les illes Hawaii, Hong Kong, el Japó (incloent-hi les illes Ogasawara i les Ryukyu), la Micronèsia, les illes Mariannes, Nova Caledònia, les Filipines, Pitcairn, Taiwan, les Tuamotu, el Vietnam i les illes Wake.

## Costums
És bentopelàgic.

## Observacions
És inofensiu per als humans.